# Габриелян, Варвара Тумановна
Варвара Тумановна Габриелян (арм. Վարվառա (Վարդուհի) Թումանի Գաբրիելյան; 10 января 1901, Ченеб, Эриванская губерния — 8 августа 1972, Ереван) ― советский и армянский врач, патологоанатом, Заслуженный врач Армянской ССР. Известна, как один из основоположников патологоанатомической службы в Армянской ССР.

## Биография
Родилась 10 января 1901 года в селе Цхна, Эриванская губерния, Кавказское наместничество, Российская империя.
В 1929 году окончила лечебный факультет Эриванского государственного медицинского института.
С 1927 по 1929 год во время учёбы в институте работала медсестрой, получив диплом, работала врачом в сёлах Армении. С 1930 по 1939 год преподавала доцентом на кафедре патологической анатомии Ереванского медицинского института, с 1939 по 1941 год исполняла обязанности заведующего кафедрой патологической анатомии, с 1941 по 1944 год ― доцент этой же кафедры.
В 1940 году защитила кандидатскую диссертацию по теме «Рак матки». В 1941 г. получила звание доцента. В годы Великой Отечественной войны оказала большую помощь военным госпиталям, в частности, эвакуационным госпиталям.
С ноября 1944 по декабрь 1963 года занимала должность заведующего отделением патологической анатомии медицинского института.
До декабря 1963 года работала главным патологоанатомом Минздрава Армянской ССР. Была организатором Научного общества патологов-анатомов Армянской ССР, президентом этого общества до 1963 года. Также была членом правления Общества патологоанатомов СССР.
Автор многочисленных научных работ.
С января 1963 по 1965 год работала заведующей лабораторией патологической морфологии Института гигиены труда и профессиональных заболеваний. В Институте акушерства и гинекологии Варвара Габриелян создала лабораторию ранней диагностики опухолей, которую возглавляла до 1970 года.
В 1961 году Варваре Габриелян присвоено звание Заслуженного врача Армянской ССР.
Трижды избиралась в городской совет Еревана [5]. Умерла 8 августа 1972 года в Ереване.

## Семья
- Дочь ― Ида Аветовна Мовсесян (1922-2004), кандидат медицинских наук, доцент Ереванского медицинского университета.

## Награды
- Медаль «За доблестный труд в Великой Отечественной войне 1941—1945 гг.»
- Медаль «За победу над Германией в Великой Отечественной войне 1941—1945 гг.»
- Грамота Республиканского комитета Союза медицинских работников (1949)
- Орден Трудового Красного Знамени (1953)
- Грамота Верховного Совета Армянской ССР (1963)